# Susan Pinker
Susan Pinker est psychologue, auteure et chroniqueuse en sciences sociales pour le Wall Street Journal . Elle est une ancienne chroniqueuse hebdomadaire du Globe and Mail et a également écrit pour le New York Times, The Guardian et The Times of London . Son premier livre, The Sexual Paradox, a reçu le William James Book Award en 2010 et a été publié dans 17 pays. Son livre le plus récent, The Village Effect est un succès d'édition au Canada et choisi meilleur choix de non-fiction pour Apple en 2014. Son travail a été présenté dans The Economist, The Financial Times et Der Spiegel. 

## Études
Pinker obtient un baccalauréat de l'Université McGill en 1979 et un M.A.Sc. de l'Université de Waterloo en 1981. Elle passe ensuite 25 ans en pratique clinique et en enseignement de la psychologie, d'abord au Collège Dawson, puis à l'Université McGill.  

## Récompenses
Son livre de 2008, The Sexual Paradox, a reçu le prix William James Book Award de l'American Psychological Association en 2009. Son livre de 2014, The Village Effect, a été sélectionné comme meilleur choix Apple Nonfiction en 2014[réf. nécessaire].    
En 2014, Susan a reçu le prix Holden de l'International Society for Intelligence Research. En 2015, elle obtient une bourse Poynter en journalisme à l'Université de Yale. 
Ses écrits ont également été reconnus par des prix de l'Association médicale canadienne (2000), de l'Association de rédaction professionnelle du Canada (2002, 2010) et elle a été nommée pour le Prix John Alexander Media (2000), la Médaille d'excellence Aventis Pasteur dans Health Research Journalism (1999), le YWCA Woman of Distinction Award (2007) et le BC National Award for Canadian Non-Fiction (2009).  

## Chroniques du Globe and Mail et du Wall Street Journal
Susan Pinker écrit sur de nouvelles découvertes en science du comportement dans la colonne Mind and Matter, qui apparaît le samedi dans le Wall Street Journal . 
Ses chroniques du Globe and Mail, Problem Solving and the Business Brain, ont concernent les dernières données probantes des domaines des neurosciences, de l'économie comportementale et de la psychologie sociale au monde des affaires. Ils ont paru chaque semaine dans le Globe and Mail de 2003 à 2011.  

## Le paradoxe sexuel
Le livre de Pinker, The Sexual Paradox : Men, Women and the Real Gender Gap, se concentre sur la façon dont les différences sexuelles se manifestent sur le lieu de travail. En comparant les garçons fragiles qui réussissent plus tard, avec les femmes très performantes qui se retirent, Pinker renverse plusieurs hypothèses: que les sexes sont biologiquement équivalents, que l'intelligence est tout ce qu'il faut pour réussir et que les hommes et les femmes ont des intérêts et des objectifs identiques. Après des décennies de coups de force éducatifs féministes et de soutiens à leur promotions, les hommes sont toujours plus nombreux que les femmes dans les affaires, les sciences physiques, le droit, l'ingénierie et la politique. En expliquant ce rapport, la position de Pinker est que la discrimination joue juste un petit rôle. Si la majorité des enfants ayant des problèmes scolaires et comportementaux sont des garçons, alors pourquoi autant d'entre eux surmontent ces obstacles précoces, alors qu'un grand nombre de femmes très performantes choisissent des emplois moins rémunérés ou se retirent à des moments charnières de leur carrière ?  

## L'effet Village
The Village Effect: How Face-To-Face Contact Can Make Us Healthier, Happier and Smarter (L'effet Village: comment le contact en face à face peut nous rendre plus sains, plus heureux et plus intelligents), combine la non-fiction narrative avec des rapports scientifiques pour explorer comment nos liens sociaux, nos contacts en face à face et nos réseaux affectent notre pensée, notre apprentissage, notre bonheur, résilience et longévité. Il a été publié par Random House au Canada, Spiegel et Grau aux États-Unis, Atlantic Books au Royaume-Uni, Charactery en Pologne, Book21 en Corée, Cheers Media en Chine et Batik Yayincilik en Turquie. Il a été sélectionné comme «Meilleur choix» par l'Apple Nonfiction en 2014. 

## Vie privée
Pinker est mariée et a trois enfants. Elle habite à Montréal. Elle est la sœur du psychologue évolutionniste Steven Pinker[réf. nécessaire].  